# Janusz Czerwiński
Janusz Andrzej Czerwiński (* 24. Oktober 1936 in Ostrów Mazowiecka) ist ein ehemaliger polnischer Feld- und Hallenhandballspieler, Handballtrainer, Präsident des polnischen Handballverbandes sowie Universitätsprofessor und Rektor der Universität Danzig.

## Spielerlaufbahn
Janusz Czerwiński lernte das Handballspielen bei Nysa Kłodzko. Ab 1959 spielte er für Spójnia Gdańsk – ab 1963 als Spielertrainer – und gewann 1965 die polnische Vizemeisterschaft. Im selben Jahr beendete er seine Spielerkarriere. Gleichzeitig war er Spieler bei Słupia Słupsk im Feldhandball. Zwischen 1962 und 1965 bestritt er elf Spiele für die polnische Feldhandballnationalmannschaft, darunter die Feldhandball-Weltmeisterschaft 1963, bei der Polen den 4. Platz erreichte. Außerdem bestritt er zwischen 1961 und 1962 zwei Spiele für die polnische Nationalmannschaft im Hallenhandball.

## Trainerlaufbahn
1963 begann Czerwiński seine Trainerkarriere als Spielertrainer von Spójnia Gdańsk. Im Jahr 1966 gewann er mit Spójnia die polnische Juniorenmeisterschaft, 1968, 1969 und 1970 die polnische Seniorenmeisterschaft. In den Jahren 1967 und 1968 trainierte er die polnische Juniorennationalmannschaft und gewann mit ihr 1968 in Sofia die Silbermedaille bei den Weltjugendspielen. In den Jahren 1968 bis 1976 trainierte er die polnische A-Nationalmannschaft, 1968 bis 1970 zusammen mit Stanisław Majorek, 1970 bis 1972 zusammen mit Marian Rozwadowski und Jerzy Til, 1972 bis 1976 wieder mit Stanisław Majorek. Er führte diese Mannschaft zur Weltmeisterschaft 1970 (13. bis 16. Platz), zu den Olympischen Spielen 1972 (10. Platz), zur Weltmeisterschaft 1974 (4. Platz) und zu den Olympischen Spielen 1976, wo er zusammen mit Majorek die Bronzemedaille gewann. Außerdem führte er die polnische Hochschulmannschaft unter anderem bei den Hochschulweltmeisterschaften 1971 (6. Platz), 1973 (7. Platz, zusammen mit Stanisław Paterka) und 1975 (3. Platz, zusammen mit Stanisław Majorek und Marian Rozwadowski) an. Von 1977 bis 1978 war er Trainer der isländischen A-Nationalmannschaft, mit der er 1977 bei den Weltmeisterschaften der Gruppe B den 4. Platz belegte. Zwischen 1984 und 1987 leitete er die griechische A-Nationalmannschaft an und belegte 1987 mit dieser Mannschaft bei den Mittelmeerspielen den 4. Platz.

## Akademische Laufbahn
Von 1978 bis 1980 war er Leiter der Trainingsabteilung, von 1980 bis 1984 Vizepräsident und von 1988 bis 1996 Präsident des polnischen Handballverbandes (Związek Piłki Ręcznej w Polsce). Im Jahr 1996 wurde er Ehrenvorsitzender des ZPRP. Er war einer der Gründer der Europäischen Handballföderation (EHF) (1991) und dann bis 2004 ein Mitarbeiter dieser Organisation im Methodenausschuss. Zwischen 1979 und 1981 war er Präsident des AZS-AWFiS Gdańsk.
Im Jahr 1970 schloss er sein Studium an der Universität für Leibeserziehung in Poznań ab, 1972 wurde er Mitarbeiter der Universität für Leibeserziehung in Gdańsk in der Abteilung für Mannschaftssportspiele. Im Jahr 1974 verteidigte er an der Akademie für Leibeserziehung in Poznań seine Dissertation mit dem Titel „Dynamik der Entwicklung der allgemeinen und speziellen Fitness der Handball-Nationalmannschaft“, die er unter der Leitung von Zdobysław Stawczyk schrieb. In den Jahren 1977 bis 1981 war er Dekan der Fakultät für Leibeserziehung an der WSWF in Gdańsk. Nachdem diese Hochschule 1981 in die Akademie für Leibeserziehung umgewandelt worden war, wurde er deren Rektor (1981 bis 1984), 1987 bis 1990 war er Prorektor für Lehre der AWFiS, 1993 bis 1996 Prorektor für Wissenschaft und 1996 bis 2002 erneut Rektor der AWF. Von 1997 bis 2002 war er Vorsitzender der AWFiS-Rektorenkonferenz. 1990 habilitierte er sich am Institut für Körperkultur in Leningrad mit der Arbeit Theoretische und methodische Grundlagen der Vorbereitung von Handballspielern in Polen, 1996 wurde ihm der Titel eines Professors für Körperkulturwissenschaften verliehen, 1998 der Titel eines ordentlichen Professors.

## Auszeichnungen und Ehrungen
- Ritterkreuz des Ordens Polonia Restituta (1983)
- Diamantabzeichen des Polnischen Olympischen Verbandes (1984)
- Fair-Play-Preis des Polnischen Olympischen Komitees (2000)[3]
- Kalos-Kagathos-Medaille (2001)
- Offizierskreuz des Ordens Polonia Restituta (2002, M.P. Nr. 57, 2002, Pos. 779)
- Ehrendoktorwürde der Staatlichen Universität für Bildung und Sport in Kiew (2002)[3]
- Ehrendoktor der Jędrzej-Śniadecki-Akademie für Leibeserziehung und Sport in Gdańsk (2003)[3]
- Doctor philosophiae honoris causa im Handball (2003, von der EHF verliehener Titel)
- Stern auf der Allee der Sportstars in Władysławowo (2018)